# Kříž svatého Petra

Kříž sv. Petra

Kříž svatého Petra (svatopetrský kříž) je latinský kříž převrácený tak, že příčné břevno je nikoli v horní, ale ve spodní části kříže. Jedná se o křesťanský symbol odkazující k postavě apoštola Petra. Graficky totožný znak používají satanisté pod názvem satanský kříž, satanistická interpretace tohoto symbolu je však odlišná.

## Křesťanství

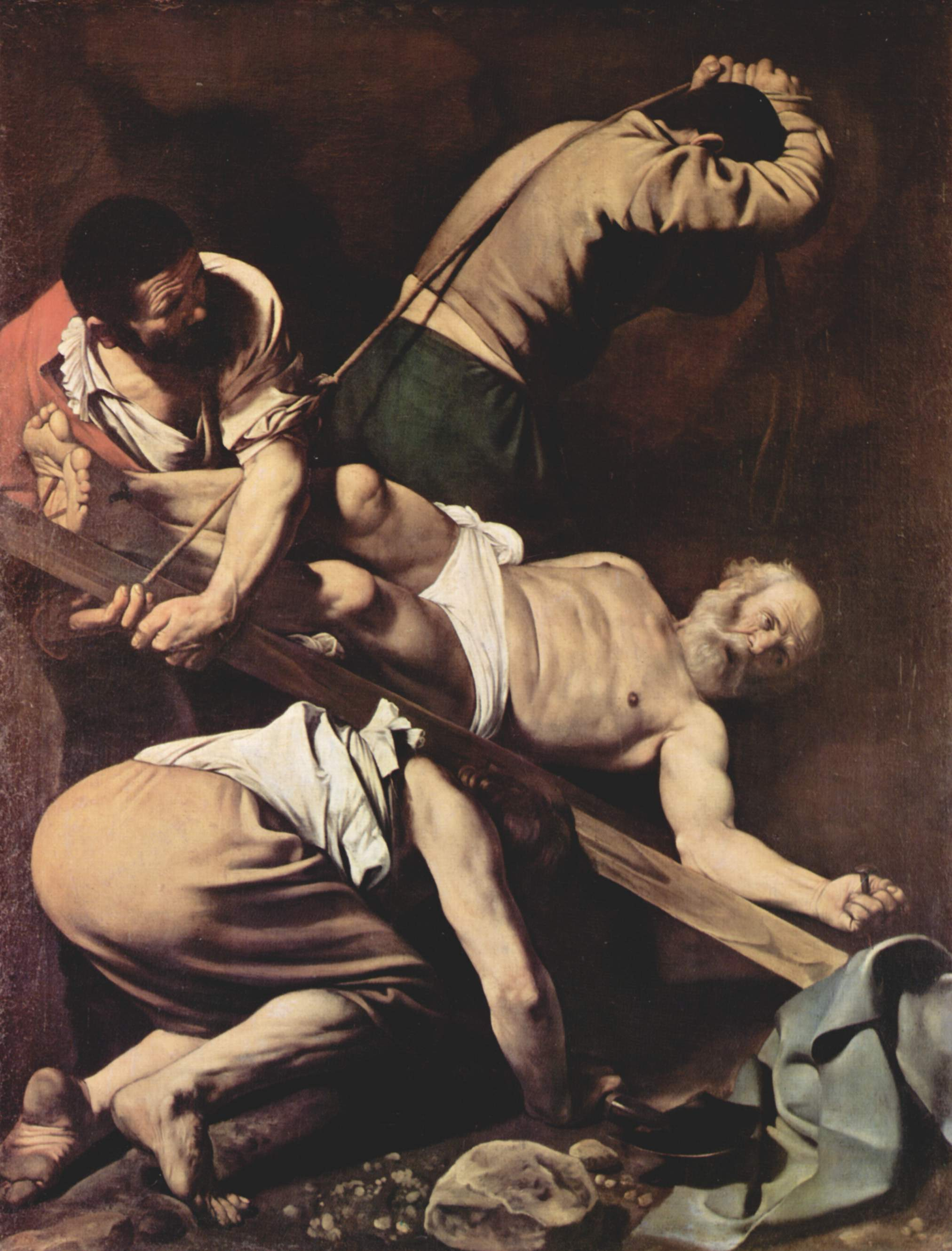
Caravaggio – Ukřižování sv. Petra

Označení svatopetrský či svatopeterský kříž vzniklo z tradice, podle níž byl apoštol Petr odsouzen k ukřižování, považoval však za příliš velkou poctu být ukřižován stejným způsobem, jako Ježíš Kristus, a proto požádal, aby mohl být ukřižován naopak, hlavou dolů. Tato tradice je poprvé doložena z apokryfních Skutků Petrových, které pochází z období kolem roku 200, o tomto neobvyklém způsobu ukřižování hovoří i Órigenés, Tertullianus a další prameny.
V křesťanském kontextu kříž symbolizuje pokoru a nehodnost vůči Kristovi. Je také jedním ze symbolů papežského úřadu, protože sv. Petr je podle tradice pokládán za prvního papeže - papež Jan Pavel II. použil tento znak při své návštěvě Izraele, což některá média, mimo jiné sedisvakantistická hnutí, mylně dávala do souvislosti se satanistickým užitím symbolu.
V tomto významu je symbol užíván v křesťanské ikonografii a heraldice, v českém prostředí ho využívá například znak obce Zdechovice a Kučerov, svatopetrský kříž byl užit i na biskupském erbu Mořice Píchy.

## Satanismus

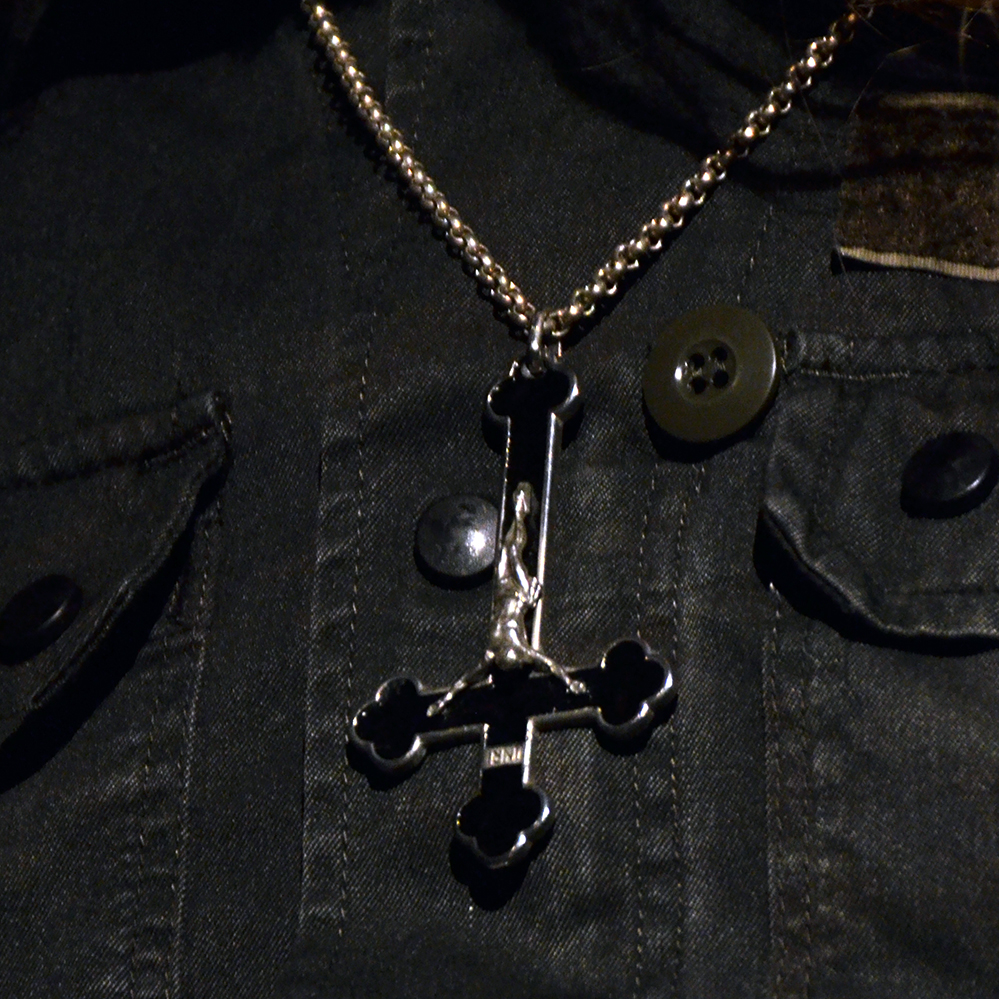
Obrácený krucifix v podobě šperku

Satanisté, zejména následníci LaVeyova satanismu nazývají graficky stejný symbol satanský nebo obrácený kříž a pokládají jej za symbol různých významů čísla čtyři (čtyři živly, čtyři světové strany), symbol duchovního rozcestí a zároveň za symbol odmítnutí křesťanských hodnot, zesměšnění a odmítnutí symboliky Krista a jeho utrpení. Obrácený kříž je satanisty mnohdy nošen na krku či na oblečení, kdy může mít podobu obráceného krucifixu nebo je v kombinaci s jiným satanským symbolem jako je obrácený pentakl, obrácený pentagram či kozlí hlava Bafometa. Dostal se i do znaků mnoha hudebních skupin. Podle některých výkladů znamená "ze země zrozený meč ducha mířící k nebi", symbol falu směřujícího k nebi, tedy jakéhosi znásilnění Boha, odkazuje se v této souvislosti i na příběh o Babylónské věži. I když satanský kříž vznikl obrácením latinského kříže, a poukazuje se i na to, že právě Petra Kristus jednou v evangeliu oslovuje jako satana, když se jej Petr snaží odvrátit od úmyslu nechat se ukřižovat: „Jdi mi z cesty, satane; tvé smýšlení není z Boha, ale z člověka!“ (Marek 8,33), se symbolikou kříže sv. Petra satanský kříž nesouvisí. Podle jiné interpretace to byly některé přírodní domorodé národy, které se bránily dotěrným misionářům mimo jiné tím, že křesťanské kříže převraceli vzhůru nohama. Tím měli domorodci demonstrovat svůj odpor a nechuť ke konverzi. Není však jasné, kdy a kde k tomu přesně mělo dojít.

## Okultismus
Výklady okultistů se mnohdy shodují se satanskými nebo jim jsou v něčem blízké. Podle Theofana Abby představuje obrácený kříž materiální svět a připoutanost k hmotě (tj. tělo a záležitosti s ním spojené) oproti kříži klasickému, který značí svět duchovní a duši člověka.

## Galerie

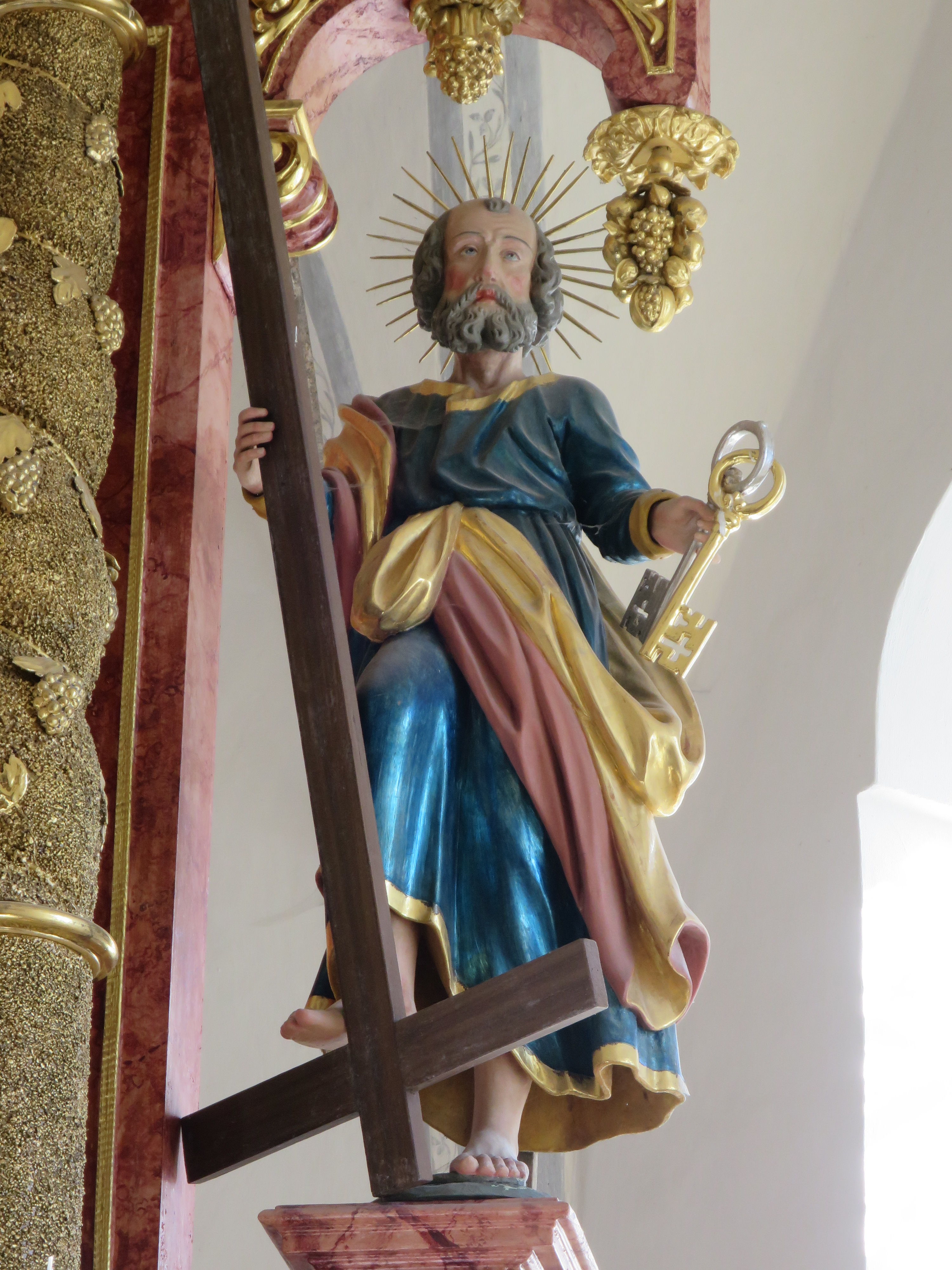
Svatý Petr s křížem, socha v kostele
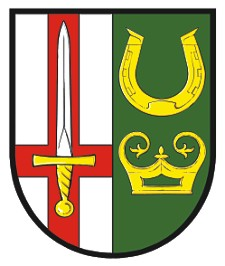
Znak Zdechovic
Znak Kučerova
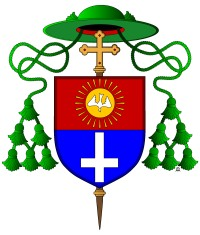
Znak biskupa Píchy
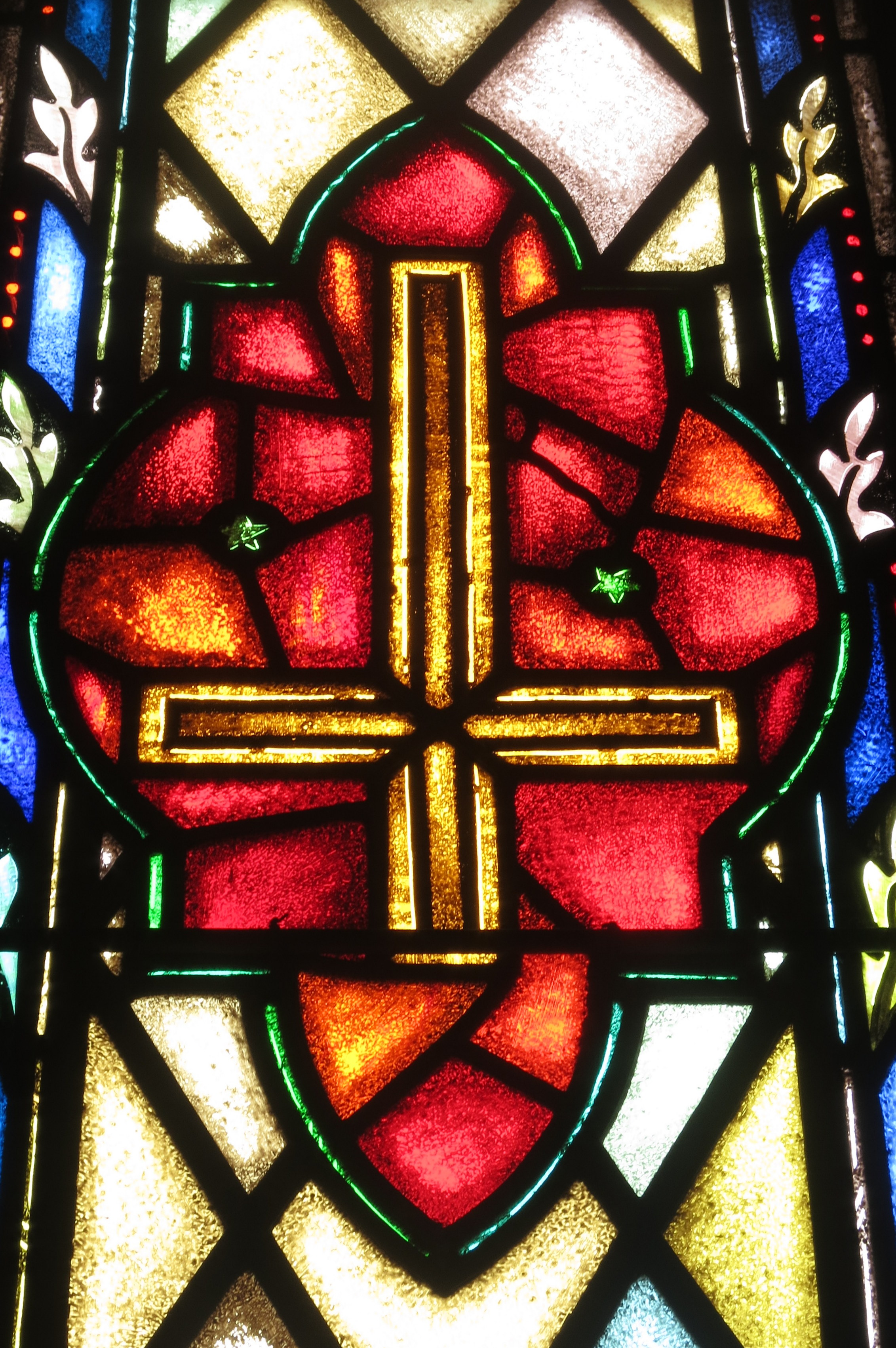
Vitráž v katolickém kostele v americkém Ohiu